# Antonio Jordano
Antonio Jordano (Rijeka, 25 febbraio 1999) è un cestista croato.

## Palmarès
- Campionato croato: 1

Zara: 2020-2021
- Campionato ungherese: 1

Falco Szombathely: 2023-2024
- Coppa di Croazia: 2

Cedevita: 2019
Zara: 2021